# Acacia difficilis
Acacia difficilis é uma espécie de leguminosa do gênero Acacia, pertencente à família Fabaceae.